# Zbrašín
Zbrašín är en ort i Tjeckien.   Den ligger i regionen Ústí nad Labem, i den nordvästra delen av landet, 50 km nordväst om huvudstaden Prag. Zbrašín ligger 304 meter över havet och antalet invånare är 316.
Terrängen runt Zbrašín är platt åt nordost, men åt sydväst är den kuperad. Terrängen runt Zbrašín sluttar norrut. Runt Zbrašín är det ganska glesbefolkat, med 23 invånare per kvadratkilometer. Närmaste större samhälle är Žatec, 15,9 km väster om Zbrašín. Omgivningarna runt Zbrašín är en mosaik av jordbruksmark och naturlig växtlighet.